# Reina del Cid
Reina del Cid, pseudonimo di Rachelle Cordova (Fargo (Dakota del Nord), 8 marzo 1988), è una cantautrice statunitense.
Reina del Cid e la sua omonima band folk/rock hanno iniziato la carriera musicale a Minneapolis, Minnesota, ora hanno sede a Los Angeles. Dal 2022 ha abbandonato il nome d'arte "Reina del Cid" per utilizzare Elle Cordova.

## Biografia
Dopo essersi laureata in Letteratura inglese presso l'Università del Minnesota nel 2010, Rachele ha lavorato come assistente editoriale per la University of Minnesota Press. Il suo nome d'arte deriva da riferimenti alla letteratura spagnola: la sua chitarra è soprannominata El Cid, dal nome del nobile castigliano, e il suo nome Reina significa Regina in spagnolo, la regina della sua chitarra.
Reina del Cid e la sua band hanno un seguito significativo sul canale YouTube  come artisti indipendenti, dove sono pubblicate regolarmente cover e canzoni e originali raccolte col titolo Sunday Mornings with Reina del Cid.
Reina del Cid e la sua band hanno pubblicato finora quattro album in studio. The Cooling e Rerun City sono stati registrati ai Pachyderm Studios. 
Le canzoni del secondo album erano presenti su NPR, e sul portale Baeble Music. 
Il loro successivo singolo, "Death Cap" e il video musicale di accompagnamento, girato in Islanda, sono stati pubblicati su Paste Magazine.
Il 4 ottobre 2019 è stato pubblicato l'album Morse Code e presentato con un concerto inaugurale al Cedar Cultural Center di Minneapolis.
Il loro quinto album in studio, Candy Apple Red, è stato pubblicato nel 2022.
Nel Luglio 2023, Reina del Cid ha deciso di abbandonare il nome d'arte e utilizzare il suo vero nome, presentandosi come Elle Cordova e iniziando a pubblicare poemi, temi letterari e canzoni sulla scienza e sulla fantascienza, a volte usando le metriche dell'hip hop. Ha aperto un canale YouTube col suo nome e il canale precedente è stato rinominato prima come "Sunday Mornings HQ" e quindi "Elle & Toni", dove Elle Cordova e Toni Lindgren continuano a pubblicare cover e canzoni originali.
A Ottobre 2024 il canale YouTube ha raggiunto i 450.000 di iscritti e gli oltre 350 video hanno avuto 131 milioni di visualizzazioni.

## Formazione
- Elle Cordova (Reina del Cid), Canto e chitarra ritmica
- Toni Lindgren, Chitarra solista e cori
- Andrew Foreman, Basso
- Nate Babbs, Batteria

### Ex componenti
- Zach Schmidt, Batteria dal 2014 al 2018

## Discografia[5]
- 2012 Blueprints, plans (A nome Reina del Cid & the Cidizens)
- 2015 The Cooling
- 2017 Rerun City
- 2019 Morse Code
- 2022 Candy Apple Red